# Acció Democràtica del Quebec
Acció Democràtica del Quebec (ADQ) fou un partit polític del Quebec.
Present sobre l'escena provincial, es tractava d'un partit de centredreta que apostava per una reforma del model del Quebec. L'ADQ tenia per propòsit reduir la despesa social i evitar que l'estat intervingui en l'economia.
Pel que fa al debat sobre l'estatut polític del Quebec, l'Acció Democràtica es definia com un partit autonomista. El seu programa preveu el repartiment del Quebec en diversos poders i l'ocupació de tots els camps de jurisdicció.
L'Acció democràtica va donar suport al sí en el referèndum de 1995 sobre la sobirania del Quebec.
El partit es va dissoldre el 14 de febrer de 2012 i es va integrar a la coalició Avenir Québec.